# Mark Rudan
Mark Rudan est un footballeur australien né le 27 août 1975.